# Michael Finkel
Michael Finkel (* 1968) ist ein US-amerikanischer Journalist und Memoirist, der die Bücher True Story: Murder, Memoir, Mea Culpa und The Stranger in the Woods: The extraordinary story of the last true hermit geschrieben hat.

## Leben
Finkel schrieb für die New York Times, bis sich 2002 herausstellte, dass der Protagonist eines seiner Artikel gar nicht existierte, sondern aus Interviews mit verschiedenen Personen künstlich zusammengesetzt worden war. Das von Finkel ursprünglich in der Redaktion vorgelegte Konzept hatte eine Story über Kindersklaven vorgesehen, aber seine umfangreichen Recherchen hatten letztendlich keinerlei Belege für eine Versklavung geliefert. Finkel hatte lediglich Jugendliche gefunden, die unter schwierigen Bedingungen für magere Löhne arbeiteten. Trotzdem porträtierte er in seinem Artikel einen jugendlichen westafrikanischen Jungen namens Youssouf Malé, der sich angeblich auf einer Kakaoplantage an der Elfenbeinküste in die Sklaverei verkauft hatte. Die veröffentlichte Geschichte enthielt Fotos, von denen eines angeblich Malé zeigte. Nach der Veröffentlichung kontaktierte ein Mitarbeiter von Save the Children Finkel und sagte, der abgebildete Junge sei nicht Malé. Auf Befragung seiner Redakteure gab Finkel zu, dass der in dem Artikel profilierte Junge tatsächlich aus mehreren Jungen zusammengesetzt war, die er interviewt hatte, darunter einer mit dem Namen Youssouf Malé. Die New York Times trennte sich daraufhin von Finkel. Nach seiner Entlassung erfuhr Finkel, dass Christian Longo, ein Mann aus Oregon, der im Dezember 2001 seine eigene Frau und drei Kinder ermordet hatte, „Michael Finkel“ während seiner mehrwöchigen Flucht als Pseudonym verwendet hatte. Nach Longos Gefangennahme im nächsten Monat kommunizierte Finkel mit ihm. Laut Finkel hatte Longo vor dem Prozess gehofft, der Journalist würde „die wahre Geschichte“ veröffentlichen, um den Freispruch zu erwirken. Nach der Verurteilung gab der Verurteilte Finkel Interviews, in denen er seine Schuld eingestand. Finkel schrieb eine Abhandlung über die Beziehung: True Story: Murder, Memoir, Mea Culpa. Finkel ist auch der Autor von The Stranger in the Woods, das die Geschichte von Christopher Thomas Knight erzählt, einem Einsiedler, der 27 Jahre lang allein in Wäldern im North Pond-Gebiet von Maine lebte.
Heute schreibt er für National Geographic und lebt in Bozeman, Montana.

## Auszeichnungen
- 2006: nominiert für den Edgar Award in der Kategorie Best Fact Crime für True Story: Murder, Memoir, Mea Culpa
- 2008: National Magazine Award zusammen mit John Stanmeyer für Bedlam in the Blood: Malaria

## Verfilmung
Basierend auf True Story: Murder, Memoir, Mea Culpa, entstand im Jahr 2015 der Film True Story – Spiel um Macht.